# Monica Placchi
Monica Placchi (Cremona, 29 febbraio 1968) è un'ex calciatrice italiana, inizialmente di ruolo centrocampista per terminare la carriera come difensore.
Cremonese di nascita ma sassarese d'adozione, nel corso della sua lunghissima carriera come calciatrice ha conquistato tre Scudetti, sei Coppe Italia, due Supercoppe e una Italy Women's Cup, tutti trofei ottenuti vestendo la maglia della Torres della quale indossò la fascia di capitano dal ritiro della compagna di squadra e di reparto Rossella Soriga fino al suo ritiro del 2006.

## Carriera

### Club
Conclude la sua attività agonistica il 20 maggio 2006, alla 22ª e ultima giornata del campionato di Serie A 2005-2006, dove allo Stadio Vanni Sanna di Sassari la Torres supera per 3-1 il Vigor Senigallia consolidando il quarto posto in classifica.

## Palmarès

### Club
- Campionato italiano: 3

1993-1994, 1999-2000, 2000-2001
- Coppa Italia: 6

1990-1991, 1994-1995, 1999-2000, 2000-2001, 2003-2004, 2004-2005
- Supercoppa italiana: 2

2000, 2004
- Campionato italiano di Serie B: 1

1989-1990
- Italy Women's Cup: 1

Torres: 2004